# Frankie Dusen
Frank Dusen Jr. ou Duson dit Frankie Dusen, né vers 1880 à Algiers à La Nouvelle-Orléans en Louisiane, et mort vers 1940, est un tromboniste de jazz américain, connu pour avoir repris la formation The Eagle Band de Buddy Bolden.
Frankie joue du trombone à piston. En 1906, il fait partie du groupe de Buddy Bolden à La Nouvelle-Orléans, le Bolden Band, un des groupes musicaux les plus réputés de la ville. En 1907, quand Buddie est interné après un accès de folie, Frankie reprend le groupe et le renomme The Eagle Band. L'ensemble connaît le succès jusqu'en 1917.
Avec Buddy Petit, il rejoint ensuite Jelly Roll Morton à Los Angeles, mais revient à La Nouvelle-Orléans après une dispute. Pendant la crise de 1929, il joue dans un orchestre sur un bateau, puis avec le cornettiste Louis Dumaine (de).
Il est mentionné par Jelly Roll Morton dans la chanson Buddy Bolden's Blues, enregistrée en 1939.
On ne connaît pas d'enregistrement de lui. Il meurt dans la pauvreté vers 1940.